# U-347 (tàu ngầm Đức)
U-347 là một tàu ngầm tấn công  Lớp Type VII thuộc phân lớp Type VIIC được Hải quân Đức Quốc Xã chế tạo trong Chiến tranh Thế giới thứ hai. Nhập biên chế năm 1943, nó đã thực hiện được bốn chuyến tuần tra, nhưng không đánh chìm được mục tiêu nào. Trong chuyến tuần tra cuối cùng, U-347 bị một máy bay ném bom B-24 Liberator của Không quân Hoàng gia Anh đánh chìm trong biển Na Uy vào ngày 17 tháng 7, 1944.

## Thiết kế và chế tạo

### Thiết kế

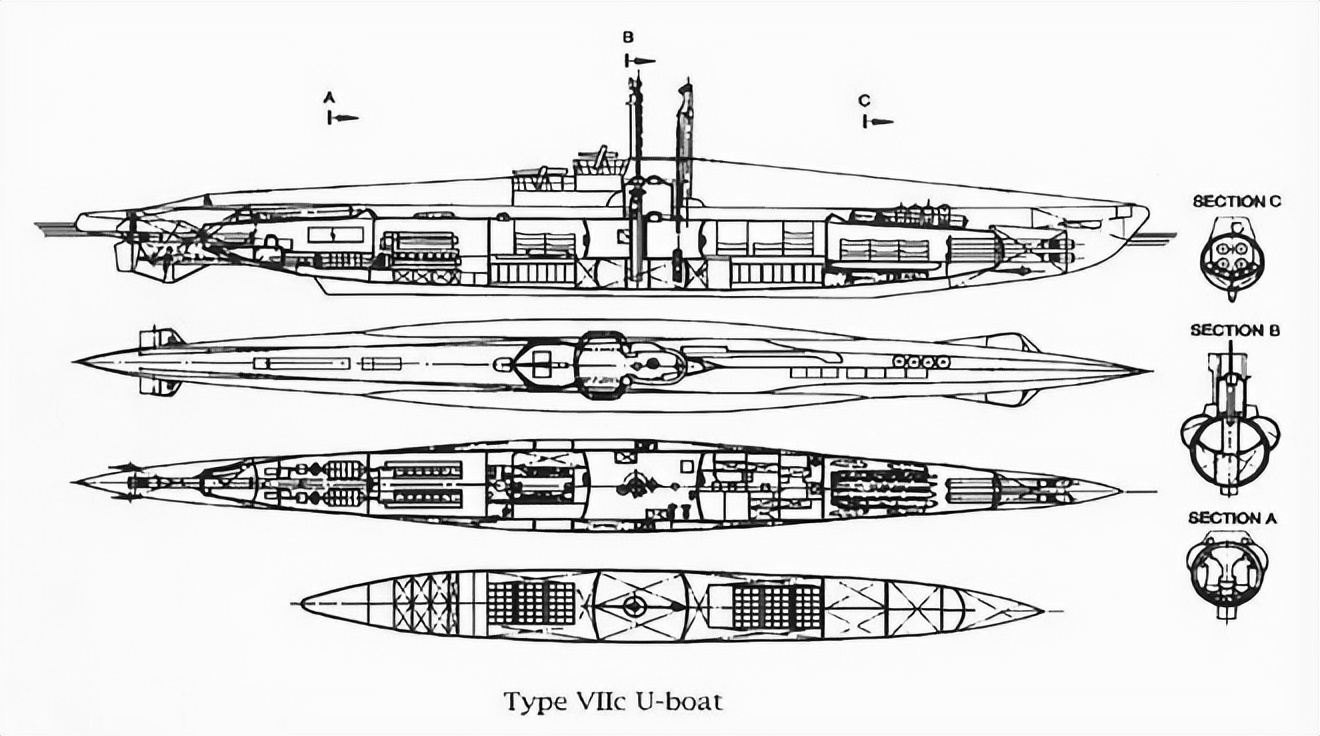
Sơ đồ các mặt cắt một tàu ngầm Type VIIC

Phân lớp VIIC của Tàu ngầm Type VII là một phiên bản VIIB được kéo dài thêm. Chúng có trọng lượng choán nước 769 t (757 tấn Anh) khi nổi và 871 t (857 tấn Anh) khi lặn). Con tàu có chiều dài chung 67,10 m (220 ft 2 in), lớp vỏ trong chịu áp lực dài 50,50 m (165 ft 8 in), mạn tàu rộng 6,20 m (20 ft 4 in), chiều cao 9,60 m (31 ft 6 in) và mớn nước 4,74 m (15 ft 7 in).
Chúng trang bị hai động cơ diesel Germaniawerft F46 siêu tăng áp 6-xy lanh 4 thì, tổng công suất 2.800–3.200 PS (2.100–2.400 kW; 2.800–3.200 bhp), dẫn động hai trục chân vịt đường kính 1,23 m (4,0 ft), cho phép đạt tốc độ tối đa 17,7 kn (32,8 km/h), và tầm hoạt động tối đa 8.500 nmi (15.700 km) khi đi tốc độ đường trường 10 kn (19 km/h). Khi đi ngầm dưới nước, chúng sử dụng hai động cơ/máy phát điện Garbe, Lahmeyer & Co. RP 137/c  tổng công suất 750 PS (550 kW; 740 shp). Tốc độ tối đa khi lặn là 7,6 kn (14,1 km/h), và tầm hoạt động 80 nmi (150 km) ở tốc độ 4 kn (7,4 km/h). Con tàu có khả năng lặn sâu đến 230 m (750 ft).
Vũ khí trang bị có năm ống phóng ngư lôi 53,3 cm (21 in), bao gồm bốn ống trước mũi và một ống phía đuôi, và mang theo tổng cộng 14 quả ngư lôi, hoặc tối đa 22 quả thủy lôi TMA, hoặc 33 quả TMB. Tàu ngầm Type VIIC bố trí một hải pháo 8,8 cm SK C/35 cùng một pháo phòng không 2 cm (0,79 in) trên boong tàu. Thủy thủ đoàn bao gồm 4 sĩ quan và 40-56 thủy thủ.

### Chế tạo
U-347 được đặt hàng vào ngày 10 tháng 4, 1941, và được đặt lườn tại xưởng tàu của hãng Nordseewerke ở Emden vào ngày 19 tháng 10, 1942. Nó được hạ thủy vào ngày 21 tháng 5, 1943, và nhập biên chế cùng Hải quân Đức Quốc Xã vào ngày 7 tháng 7, 1943 dưới quyền chỉ huy của Hạm trưởng, Trung úy Hải quân Johahn de Buhr.

## Lịch sử hoạt động
Sau khi hoàn tất việc huấn luyện và chạy thử máy trong thành phần Chi hạm đội U-boat 8, U-347 được điều sang Chi hạm đội U-boat 9 từ ngày 1 tháng 3, 1944 để hoạt động trên tuyến đầu, rồi lại được điều sang Chi hạm đội U-boat 11 từ ngày 1 tháng 6.

### Chuyến tuần tra thứ nhất
Sau khi chuyển căn cứ hoạt động từ cảng Kiel, Đức đến cảng Stavanger, Na Uy trong tháng 3, 1944, U-347 xuất phát từ đây vào ngày 9 tháng 5 cho chuyến tuần tra đầu tiên trong chiến tranh trong biển Bắc Cực, rồi kết thúc tại cảng Narvik, Na Uy vào ngày 13 tháng 5 mà không đánh chìm được mục tiêu nào. Narvik trở thành căn cứ hoạt động của chiếc tàu ngầm trong suốt quãng đời hoạt động của nó.

### Chuyến tuần tra thứ hai và thứ ba
Trong chuyến tuần tra tiếp theo tiến hành từ ngày 15 tháng 5 đến ngày 8 tháng 6, cùng xuất phát và kết thúc tại Narvik, U-347 tiếp tục hoạt động trong biển Bắc Cực cho đến tận phía Nam đảo Spitsbergen. 
Chuyến tuần tra thứ ba của chiếc tàu ngầm chỉ diễn ra trong ngày 23 tháng 6. Trong cả hai chuyến đi, nó vẫn không tìm thấy mục tiêu nào phù hợp.

### Chuyến tuần tra thứ tư - Bị mất
U-347 lại khởi hành từ cảng Narvik vào ngày 3 tháng 7 cho chuyến tuần tra thứ tư, cũng là chuyến cuối cùng. Ở vị trí về phía Tây Narvik vào ngày 17 tháng 7, chiếc tàu ngầm bị một máy bay ném bom B-24 Liberator thuộc Liên đội 86 Không quân Hoàng gia Anh thả mìn sâu đánh chìm tại tọa độ 68°36′B 08°33′Đ / 68,6°B 8,55°Đ. Toàn bộ 49 thành viên thủy thủ đoàn của U-347 đều đã tử trận. 

### "Bầy sói" tham gia
U-347 từng tham gia ba bầy sói:
- Trutz (15 – 31 tháng 5, 1944)
- Grimm (31 tháng 5, – 6 tháng 6, 1944)
- Trutz (5 – 10 tháng 7, 1944)